# Districtul Nikhom Kham Soi
Nikhom Kham Soi (în thailandeză นิคมคำสร้อย) este un district (Amphoe) din provincia Mukdahan, Thailanda, cu o populație de 42.225 de locuitori și o suprafață de 377,2 km².

## Componență
Districtul este subdivizat în 7 subdistricte (tambon), care sunt subdivizate în 79 de sate (muban).
| Nr. | Nume            | În thailandeză | Sate | Locuitori |  |
| --- | --------------- | -------------- | ---- | --------- |  |
| 1.  | Nikhom Kham Soi | นิคมคำสร้อย      | 14   | 8,541     |  |
| 2.  | Na Kok          | นากอก          | 13   | 5,278     |  |
| 3.  | Nong Waeng      | หนองแวง        | 11   | 7,574     |  |
| 4.  | Kok Daeng       | กกแดง          | 13   | 5,119     |  |
| 5.  | Na Udom         | นาอุดม          | 12   | 8,273     |  |
| 6.  | Chok Chai       | โชคชัย          | 9    | 4,367     |  |
| 7.  | Rom Klao        | ร่มเกล้า         | 7    | 3,073     |  |